# 1126
Високе Середньовіччя •  Золота доба ісламу •  Реконкіста •  Хрестові походи •  Київська Русь

## Геополітична ситуація
Візантію очолює Іоанн II Комнін (до 1143). Лотар II є королем Німеччини (до 1137), Людовик VI Товстий — королем Франції (до 1137).
Апеннінський півострів розділений: північ належить Священній Римській імперії, середню частину займає Папська область, південна частина півострова окупована норманами. Деякі міста півночі: Венеція, Піза, Генуя, мають статус міст-республік.
Південь Піренейського півострова захопили Альморавіди. Північну частину півострова займають християнські Кастилія, Леон (Астурія, Галісія), Наварра та Арагон, Барселона. Королем Англії є Генріх I Боклерк (до 1135), королем Данії Нільс I (до 1134).
У Київській Русі княжить Мстислав Великий (до 1132). У Польщі княжить Болеслав III Кривоустий (до 1138). На чолі королівства Угорщина стоїть Іштван II (до 1131).
На Близькому сході існують держави хрестоносців: Єрусалимське королівство, Антіохійське князівство, Едеське графство, графство Триполі. Сельджуки окупували Персію та Малу Азію, в Єгипті владу утримують Фатіміди, у Магрибі панують Альморавіди, у Середній Азії правлять Караханіди, Газневіди втримують частину Індії. У Китаї співіснують держава ханців, де править династія Сун, держава чжурчженів, де править династія Цзінь, та держава тангутів Західна Ся. На півдні Індії домінує Чола. В Японії триває період Хей'ан.

## Події
- Перемиський князь Ростислав Володарович взяв в облогу Звенигород, але втручання угорського короля змусило його відступити.
- Після вбивства Рагнвальда Інгесона єдиним королем Швеції став Магнус I Сильний.
- Королем Кастилії і Леону став Альфонсо VII.
- Король Арагону та Наварри Альфонсо I Войовник вторгся з військами в Гранаду.
- Венеція захопила острів Кефалонію, змусивши візантійського імператора Іоанна Комніна відновити торгові привілеї для її купців.
- Генріх Гордий став герцогом Баварії.
- Династія Сун втратила долину річки Хуанхе під натиском чжурчженів.

## Народились
Дивись також Категорія:Народились 1126

## Померли
Дивись також Категорія:Померли 1126
- 19 травня — Микита, митрополит київський і всієї Русі